# N353 (België)
De N353 is een gewestweg in België tussen Avelgem (N8) en Warcoing (N50). De weg heeft een lengte van ongeveer 12 kilometer.
De gehele weg bestaat uit twee rijstroken voor beide rijrichtingen samen.

## Plaatsen langs N353
- Avelgem
- Outrijve
- Bossuit
- Helkijn
- Spiere
- Warcoing